# پست‌بوم آرال–کاسپین

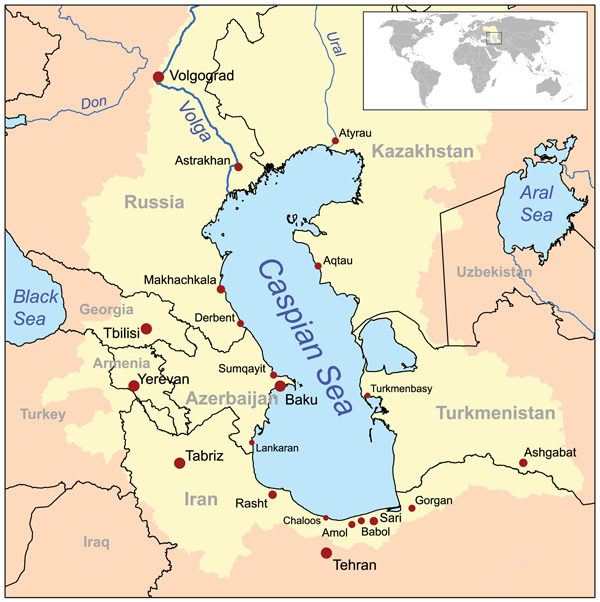
حوضه آبریز دریای کاسپین (بخش زردرنگ)

پست‌بوم آرال- کاسپین (به لاتین: Aral-Caspian Depression) یک فرورفتگی و پست‌بوم است که در میان قاره‌های اروپا و آسیا قرار گرفته و در اطراف دریاچه آرال و دریای کاسپین واقع شده است. شمالی‌ترین بخش آن، پست‌بوم کاسپین نام دارد. بخش کویری در ناحیه شرقی آن را پست‌بوم کاسپین و پست‌بوم توران تشکیل می‌دهند. در جمهوری آذربایجان، سرزمین پست کورا - ارس بخشی از پست‌بوم آرال - کاسپین است.
گستره این پست‌بوم بخش‌هایی از جمهوری آذربایجان، روسیه، قزاقستان، ازبکستان و ترکمنستان را در بر می‌گیرد.